# Bolia
Bolia (auch Bokoki und Bulia) ist eine Bantusprache, die von circa 100.000 Menschen (Zensus 2000) in der Demokratischen Republik Kongo gesprochen wird.
Sie ist in der Provinz Bandundu nördlich des Mai-Ndombe-Sees verbreitet.
Bolia wird in der lateinischen Schrift geschrieben, Teile der Bibel wurden 1936 in Bolia übersetzt.

## Klassifikation
Bolia bildet mit den Sprachen Bamwe, Bangi, Boko, Bolondo, Bomboli, Bomboma, Bozaba, Dzando, Lobala, Mabaale, Moi, Ntomba, Sakata, Sengele und Yamongeri die Bangi-Ntomba-Gruppe und gehört zur Guthrie-Zone C40.